# Mireasa
Mireasa (antiguamente Ghelingec) es una localidad rumana de la comuna de Târgușor, en el condado de Constanța.

## Toponimia
El antiguo nombre del lugar puede encontrarse escrito con grafías como Ghelingec, Ghelingic, Ghelengic y Ghilendjic. Pasó a llamarse Mireasa.

## Historia
Hacia comienzos del siglo XX, la localidad, que ya por entonces pertenecía al condado de Constanța, formaba parte de la comuna de Pazarlî y tenía contabilizada una población de 554 habitantes, en su mayor parte turcos.
En la segunda mitad del siglo XX la localidad había pasado a formar parte de la comuna de Târgușor. En el censo de 2021 la localidad tenía una población de 266 habitantes.